# A Megőrülök érted epizódjainak listája
Ez a cikk a Megőrülök érted című sorozat epizódjait listázza.

## Évados áttekintés
| Évad | Évad | Epizódok | Eredeti sugárzás     | Eredeti sugárzás   | Eredeti adó |
| Évad | Évad | Epizódok | Évadpremier          | Évadfinálé         | Eredeti adó |
| ---- | ---- | -------- | -------------------- | ------------------ | ----------- |
|      | 1    | 22       | 1992. szeptember 23. | 1993. május 22.    | NBC         |
|      | 2    | 25       | 1993. szeptember 16. | 1994. május 19.    | NBC         |
|      | 3    | 24       | 1994. szeptember 22. | 1995. május 18.    | NBC         |
|      | 4    | 24       | 1995. szeptember 24. | 1996. május 19.    | NBC         |
|      | 5    | 24       | 1996. szeptember 17. | 1997. május 20.    | NBC         |
|      | 6    | 23       | 1997. szeptember 23. | 1998. május 19.    | NBC         |
|      | 7    | 22       | 1998. szeptember 22. | 1999. május 24.    | NBC         |
|      | 8    | 12       | 2019. november 20.   | 2019. december 18. | Spectrum    |

## 1. évad (1992-1993)
| Sor. | Év. | Cím                                                    | Rendező        | Író                                | Premier              | Nézettség    |
| ---- | --- | ------------------------------------------------------ | -------------- | ---------------------------------- | -------------------- | ------------ |
| 1.   | 1.  | Ha elfog a hév (Romantic Improvisations)               | Barnet Kellman | Danny Jacobson és Paul Reiser      | 1992. szeptember 23. | 16,30 millió |
| 2.   | 2.  | A csábdívány (Sofa's Choice)                           | Barnet Kellman | Danny Jacobson és Paul Reiser      | 1992. szeptember 30. | 14,60 millió |
| 3.   | 3.  | Vasárnapi kikapcsolódás (Sunday Times)                 | Barnet Kellman | Jeffrey Lane                       | 1992. október 7.     | 16,60 millió |
| 4.   | 4.  | Kísért a múlt (Out of the Past)                        | Barnet Kellman | Steve Paymer                       | 1992. október 14.    | 14,10 millió |
| 5.   | 5.  | Paul a családban (Paul in the Family)                  | Paul Lazarus   | Daryl Rowland és Lisa DeBenedictis | 1992. október 21.    | 13,40 millió |
| 6.   | 6.  | Örülök a szerencsének (I'm Just So Happy for You)      | Barnet Kellman | Billy Grundfest                    | 1992. október 28.    | 14,00 millió |
| 7.   | 7.  | A zsetonos barát (Token Friend)                        | Paul Lazarus   | Sally Lapiduss és Pamela Eells     | 1992. november 4.    | 13,00 millió |
| 8.   | 8.  | A legénylakás (The Apartment)                          | Barnet Kellman | Danny Jacobson és Steve Paymer     | 1992. november 11.   | 14,60 millió |
| 9.   | 9.  | Visszafelé utazni (Riding Backwards)                   | Barnet Kellman | Jeffrey Lane                       | 1992. november 18.   | 14,20 millió |
| 10.  | 10. | Az ördög a szomszédom (Neighbors from Hell)            | Dennis Erdman  | Paul Reiser és Billy Grundfest     | 1992. december 9.    | 13,20 millió |
| 11.  | 11. | A nagy találkozás (Met Someone)                        | Barnet Kellman | Danny Jacobson                     | 1992. december 16.   | 12,10 millió |
| 12.  | 12. | A szerelem házhoz jön (Maid About You)                 | Barnet Kellman | Daryl Rowland és Lisa DeBenedictis | 1993. január 6.      | 13,50 millió |
| 13.  | 13. | Veled vagy nélküled (Togetherness)                     | Barnet Kellman | Steve Paymer                       | 1993. január 13.     | 11,40 millió |
| 14.  | 14. | Hétvégi kikapcsolódás (Weekend Getaway)                | Linda Day      | Daryl Rowland és Lisa DeBenedictis | 1993. január 27.     | N/A          |
| 15.  | 15. | Esküvői vita (The Wedding Affair)                      | Linda Day      | Billy Grundfest és Paul Reiser     | 1993. február 6.     | 15,10 millió |
| 16.  | 16. | Szerelem csempék között (Love Among the Tiles)         | Linda Day      | Sally Lapiduss és Pamela Eells     | 1993. február 13.    | 15,20 millió |
| 17.  | 17. | A milliárdos (The Billionaire)                         | Linda Day      | Sally Lapiduss és Pamela Eells     | 1993. február 20.    | 15,80 millió |
| 18.  | 18. | A hellózó férfi (The Man Who Said Hello)               | Linda Day      | Jeffrey Lane és Danny Jacobson     | 1993. február 27.    | 15,20 millió |
| 19.  | 19. | Elsöprő szenvedély (Swept Away)                        | Linda Day      | Steve Paymer                       | 1993. május 1.       | 13,80 millió |
| 20.  | 20. | A kém, aki szeretett engem (The Spy Girl Who Loved Me) | Barnet Kellman | Billy Grundfest és Paul Reiser     | 1993. május 8.       | 13,50 millió |
| 21.  | 21. | A festő (The Painter)                                  | Barnet Kellman | Danny Jacobson és Jeffrey Lane     | 1993. május 15.      | 14,90 millió |
| 22.  | 22. | Boldog évfordulót! (Happy Anniversary)                 | Barnet Kellman | Sally Lapiduss és Pamela Eells     | 1993. május 22.      | 12,70 millió |

## 2. évad (1993-1994)
| Sor. | Év. | Cím                                                   | Rendező         | Író                                                                        | Premier              | Nézettség    |
| ---- | --- | ----------------------------------------------------- | --------------- | -------------------------------------------------------------------------- | -------------------- | ------------ |
| 23.  | 1.  | Murray története (Murray's Tale)                      | Thomas Schlamme | Billy Grundfest                                                            | 1993. szeptember 16. | 16,40 millió |
| 24.  | 2.  | Bimm, bamm, bumm (Bing, Bang, Boom)                   | Lee Shallat     | Billy Grundfest és Paul Reiser                                             | 1993. szeptember 23. | 16,70 millió |
| 25.  | 3.  | Ágyastársak (Bedfellows)                              | Thomas Schlamme | Danny Jacobson                                                             | 1993. szeptember 30. | 16,40 millió |
| 26.  | 4.  | A munka hatalma (Married to the Job)                  | Thomas Schlamme | Russ Woody                                                                 | 1993. október 7.     | 16,30 millió |
| 27.  | 5.  | Megkopaszt a feleségem (So I Married a Hair Murderer) | Thomas Schlamme | Andrew Gordon és Eileen Conn                                               | 1993. október 14.    | 17,70 millió |
| 28.  | 6.  | Ölbe pottyant gyerek (The Unplanned Child)            | Thomas Schlamme | Jack Burditt                                                               | 1993. október 28.    | 17,60 millió |
| 29.  | 7.  | Randi a múzeumban (Natural History)                   | Thomas Schlamme | Steve Paymer                                                               | 1993. november 4.    | 18,90 millió |
| 30.  | 8.  | Szülinapi színház (Surprise)                          | Lee Shallat     | Történet: Beth Fieger Tévéjáték: Jeffrey Lane                              | 1993. november 11.   | 17,20 millió |
| 31.  | 9.  | Kaszinó buli (A Pair of Hearts)                       | Tom Moore       | Danny Jacobson                                                             | 1993. november 18.   | 16,10 millió |
| 32.  | 10. | Az élet értelme (It's a Wrap)                         | Tom Moore       | Andrew Gordon és Eileen Conn                                               | 1993. december 2.    | 16,40 millió |
| 33.  | 11. | A titokzatos Edna (Edna Returns)                      | Tom Moore       | Történet: Jack Burditt Tévéjáték: Andrew Gordon és Eileen Conn             | 1993. december 9.    | 17,20 millió |
| 34.  | 12. | Paul, a halott (Paul Is Dead)                         | Lee Shallat     | Történet: Russ Woody Tévéjáték: Billy Grundfest                            | 1994. január 6.      | 20,90 millió |
| 35.  | 13. | Hétvégi ingázás (Same Time Next Week)                 | Thomas Schlamme | Jeffrey Lane és Danny Jacobson                                             | 1994. január 13.     | 21,10 millió |
| 36.  | 14. | Késő bánat (The Late Show)                            | Thomas Schlamme | Andrew Gordon és Eileen Conn                                               | 1994. január 27.     | 21,80 millió |
| 37.  | 15. | Virtuális valóság (Virtual Reality)                   | Thomas Schlamme | Danny Jacobson és Jeffrey Lane                                             | 1994. február 3.     | 20,90 millió |
| 38.  | 16. | Begyulladva (Cold Feet)                               | Thomas Schlamme | Jeffrey Lane és Danny Jacobson                                             | 1994. február 10.    | 22,20 millió |
| 39.  | 17. | Fenyegető végzet (Instant Karma)                      | Lee Shallat     | Történet: Dana Reston és Frank Lombardi Tévéjáték: Beth Fieger Falkenstein | 1994. február 14.    | 15,80 millió |
| 40.  | 18. | A videószalag (The Tape)                              | Tom Moore       | Paul Reiser                                                                | 1994. február 24.    | 16,60 millió |
| 41.  | 19. | Szerelmeslevelek (Love Letters)                       | Tom Moore       | Jeffrey Klarik                                                             | 1994. március 10.    | 18,20 millió |
| 42.  | 20. | Az utolsó homár (The Last Scampi)                     | Tom Moore       | Billy Grundfest                                                            | 1994. április 7.     | 17,50 millió |
| 43.  | 21. | Eligazítás (Disorientation)                           | Tom Moore       | Jack Burditt és Jeffrey Lane                                               | 1994. április 28.    | 15,50 millió |
| 44.  | 22. | Gyülekező viharfelhők (Storms We Cannot Weather)      | David Steinberg | Danny Jacobson                                                             | 1994. május 5.       | 15,40 millió |
| 45.  | 23. | Álmatlanul (Up All Night)                             | Michael Lembeck | Jeffrey Klarik                                                             | 1994. május 12.      | 15,10 millió |
| 46.  | 24. | Ezzel a gyűrűvel, 1. rész (With This Ring... Part 1)  | Tom Moore       | Jeffrey Lane                                                               | 1994. május 19.      | 18,90 millió |
| 47.  | 25. | Ezzel a gyűrűvel, 2. rész (With This Ring... Part 2)  | Tom Moore       | Történet: Danny Jacobson és Jeffrey Lane Tévéjáték: Jeffrey Lane           | 1994. május 19.      | 18,90 millió |

## 3. évad (1994-1995)
| Sor. | Év. | Cím                                                | Rendező         | Író                                                                            | Premier              | Nézettség    |
| ---- | --- | -------------------------------------------------- | --------------- | ------------------------------------------------------------------------------ | -------------------- | ------------ |
| 48.  | 1.  | Kis étterem, nagy kerülővel (Escape from New York) | David Steinberg | Danny Jacobson és Jeffrey Lane                                                 | 1994. szeptember 22. | 23,20 millió |
| 49.  | 2.  | Az otthon (Home)                                   | David Steinberg | Jack Burditt                                                                   | 1994. szeptember 29. | 21,50 millió |
| 50.  | 3.  | Míg a halál el nem választ (Till Death Do Us Part) | David Steinberg | Danny Jacobson                                                                 | 1994. október 6.     | 19,90 millió |
| 51.  | 4.  | Mire megvénülünk (When I'm Sixty-Four)             | David Steinberg | Victor Levin                                                                   | 1994. október 13.    | 21,50 millió |
| 52.  | 5.  | Reklám a lelke mindennek (Legacy)                  | David Steinberg | Történet: Steve Paymer és Jeffrey Lane Tévéjáték: Jeffrey Lane                 | 1994. október 20.    | 20,00 millió |
| 53.  | 6.  | Ablak a világra (Pandora's Box)                    | David Steinberg | Victor Fresco                                                                  | 1994. november 3.    | 24,50 millió |
| 54.  | 7.  | Honnan tudtam volna? (The Ride Home)               | David Steinberg | Liz Coe                                                                        | 1994. november 10.   | 22,80 millió |
| 55.  | 8.  | Murray nagy napja (Giblets for Murray)             | David Steinberg | Történet: Billy Grundfest Tévéjáték: Jeffrey Klarik                            | 1994. november 17.   | 23,40 millió |
| 56.  | 9.  | Haragszomrád (Once More With Feeling)              | David Steinberg | Történet: Dan Greenberg Tévéjáték: Victor Levin                                | 1994. december 8.    | 21,40 millió |
| 57.  | 10. | Egy görbe este (The City)                          | David Steinberg | Paul Reiser                                                                    | 1994. december 15.   | 19,20 millió |
| 58.  | 11. | Tizenöt perc hírnév (Our Fifteen Minutes)          | Thomas Schlamme | Jack Burditt                                                                   | 1995. január 5.      | 24,80 millió |
| 59.  | 12. | Szeret, nem szeret (How to Fall in Love)           | Thomas Schlamme | Jeffrey Lane                                                                   | 1995. január 19.     | 24,00 millió |
| 60.  | 13. | Esküvői jótanácsok, 1. résu (Mad About You Part 1) | David Steinberg | Danny Jacobson és Jeffrey Klarik                                               | 1995. február 2.     | 27,80 millió |
| 61.  | 14. | Esküvői jótanácsok, 2. rész (Mad About You Part 2) | David Steinberg | Danny Jacobson és Jeffrey Klarik                                               | 1995. február 2.     | 27,80 millió |
| 62.  | 15. | Kutya-show (Just My Dog)                           | Thomas Schlamme | Andrew Gordon és Eileen Conn                                                   | 1995. február 9.     | 22,60 millió |
| 63.  | 16. | Kabinetalakítás (The Alan Brady Show)              | Gordon Hunt     | Kenny Schwartz                                                                 | 1995. február 16.    | 23,90 millió |
| 64.  | 17. | Megőrülök nélküled (Mad Without You)               | Michael Lembeck | Billy Grundfest                                                                | 1995. február 23.    | 23,90 millió |
| 65.  | 18. | Táskádia (Purseona)                                | Michael Lembeck | Andrew Gordon és Eileen Conn                                                   | 1995. március 9.     | 22,10 millió |
| 66.  | 19. | Két jegy a mennyországba (Two Tickets to Paradise) | Michael Lembeck | Rick Wiener                                                                    | 1995. március 30.    | 22,70 millió |
| 67.  | 20. | Pénz a lelke mindennek (Money Changes Everything)  | Michael Lembeck | Victor Fresco                                                                  | 1995. április 27.    | 18,10 millió |
| 68.  | 21. | Tortaveszély! (Cake Fear)                          | Michael Lembeck | Jeffrey Lane                                                                   | 1995. május 4.       | 18,30 millió |
| 69.  | 22. | Egy volt pasim visszatér (My Boyfriend's Back)     | Michael Lembeck | Victor Fresco és Victor Levin                                                  | 1995. május 11.      | 16,50 millió |
| 70.  | 23. | Füstbe ment jövő, 1. rész (Up in Smoke Part 1)     | Michael Lembeck | Történet: Jeffrey Lane Tévéjáték: Andrew Gordon, Eileen Conn és Jeffrey Klarik | 1995. május 18.      | 20,90 millió |
| 71.  | 24. | Füstbe ment jövő, 2. rész (Up in Smoke Part 2)     | Michael Lembeck | Történet: Jeffrey Lane Tévéjáték: Jack Burditt és Jeffrey Lane                 | 1995. május 18.      | 20,90 millió |

## 4. évad (1995-1996)
| Sor. | Év. | Cím                                        | Rendező         | Író                                                                                               | Premier              | Nézettség    |
| ---- | --- | ------------------------------------------ | --------------- | ------------------------------------------------------------------------------------------------- | -------------------- | ------------ |
| 72.  | 1.  | New Sleep-Walking PLUS                     | David Steinberg | Paul Reiser                                                                                       | 1995. szeptember 24. | 23,00 millió |
| 73.  | 2.  | The Parking Space                          | David Steinberg | Billy Grundfest                                                                                   | 1995. október 1.     | 17,60 millió |
| 74.  | 3.  | The Test                                   | Michael Lembeck | Kenny Schwartz és Rick Wiener                                                                     | 1995. október 8.     | 17,70 millió |
| 75.  | 4.  | The Good, the Bad and the Not-So-Appealing | David Steinberg | Victor Levin                                                                                      | 1995. október 29.    | 18,90 millió |
| 76.  | 5.  | I Don't See It                             | Gordon Hunt     | Brenda Hampton                                                                                    | 1995. november 5.    | 18,60 millió |
| 77.  | 6.  | Yoko Said                                  | David Steinberg | Billy Grundfest és Paul Reiser                                                                    | 1995. november 12.   | 17,20 millió |
| 78.  | 7.  | An Angel for Murray                        | David Steinberg | Seth Kurland                                                                                      | 1995. november 19.   | 15,60 millió |
| 79.  | 8.  | The Couple                                 | David Steinberg | Kenny Schwartz                                                                                    | 1995. november 26.   | 18,90 millió |
| 80.  | 9.  | New Year's Eve                             | David Steinberg | Scott Silveri és Shana Goldberg-Meehan                                                            | 1995. december 17.   | 13,80 millió |
| 81.  | 10. | Ovulation Day                              | David Steinberg | Victor Levin és Danny Jacobson                                                                    | 1996. január 7.      | 23,80 millió |
| 82.  | 11. | Get Back                                   | David Steinberg | Történet: Kurland és Ron Darian Tévéjáték: Kenny Schwartz, Shana Goldberg-Meehan és Scott Silveri | 1996. január 14.     | 16,20 millió |
| 83.  | 12. | Dream Weaver                               | Thomas Schlamme | Billy Grundfest                                                                                   | 1996. február 4.     | 18,10 millió |
| 84.  | 13. | Hot and Cold                               | Thomas Schlamme | Kenny Schwartz és Danny Jacobson                                                                  | 1996. február 18.    | 13,30 millió |
| 85.  | 14. | Fertility                                  | Gordon Hunt     | Történet: Liz Sagal és McNally Sagal Tévéjáték: Larry Charles                                     | 1996. február 25.    | 16,00 millió |
| 86.  | 15. | Everybody Hates Me                         | Thomas Schlamme | Victor Levin                                                                                      | 1996. március 10.    | 14,60 millió |
| 87.  | 16. | Do Me a Favor                              | Gordon Hunt     | Ron Darian                                                                                        | 1996. március 17.    | 15,80 millió |
| 88.  | 17. | The Glue People                            | David Steinberg | Victor Levin                                                                                      | 1996. március 24.    | 14,40 millió |
| 89.  | 18. | The Sample                                 | David Steinberg | Ron Darian, Seth Kurland és Larry Charles                                                         | 1996. március 31.    | 14,40 millió |
| 90.  | 19. | The Procedure                              | David Steinberg | Brenda Hampton és Larry Charles                                                                   | 1996. április 14.    | 14,00 millió |
| 91.  | 20. | The Weed                                   | David Steinberg | Billy Grundfest és Larry Charles                                                                  | 1996. április 21.    | 14,90 millió |
| 92.  | 21. | The Award                                  | David Steinberg | Ron Darian, Seth Kurland és Larry Charles                                                         | 1996. április 28.    | 15,00 millió |
| 93.  | 22. | The Finale Part 1                          | David Steinberg | Victor Levin, Billy Grundfest és Larry Charles                                                    | 1996. május 5.       | 19,30 millió |
| 94.  | 23. | The Finale Part 2                          | David Steinberg | Paul Reiser, Victor Levin, Billy Grundfest és Larry Charles                                       | 1996. május 19.      | 22,90 millió |
| 95.  | 24. | The Finale Part 3                          | David Steinberg | Victor Levin, Billy Grundfest, Paul Reiser és Larry Charles                                       | 1996. május 19.      | 22,90 millió |

## 5. évad (1996-1997)
| Sor. | Év. | Cím                           | Rendező         | Író | Premier              | Nézettség    |
| ---- | --- | ----------------------------- | --------------- | --- | -------------------- | ------------ |
| 96.  | 1.  | Dr. Wonderful                 | Michael Lembeck | Victor Levin és Larry Charles                                                                                      | 1996. szeptember 17. | 20,49 millió |
| 97.  | 2.  | The Grant                     | Michael Lembeck | Jenji Kohan, Victor Levin, Richard Day és Larry Charles                                                            | 1996. szeptember 24. | 17,70 millió |
| 98.  | 3.  | Therapy                       | Michael Lembeck | Richard Day | 1996. október 15.    | 13,00 millió |
| 99.  | 4.  | The Clip Show                 | Michael Lembeck | Jonathan Leigh Solomon és Leslie Caveny                                                                            | 1996. október 22.    | 13,80 millió |
| 100. | 5.  | Burt's Building               | Michael Lembeck | Ron Darian, Victor Levin és Larry Charles                                                                          | 1996. október 29.    | 15,50 millió |
| 101. | 6.  | Jamie's Parents               | Michael Lembeck | Maria Semple | 1996. november 12.   | 21,24 millió |
| 102. | 7.  | Outbreak                      | David Steinberg | Richard Day | 1996. november 19.   | 19,02 millió |
| 103. | 8.  | Every Good Boy Deserves Fudge | David Steinberg | Victor Levin | 1996. november 26.   | 16,00 millió |
| 104. | 9.  | The Gym                       | Michael Lembeck | Victor Levin, Richard Day és Larry Charles                                                                         | 1996. december 17.   | 14,60 millió |
| 105. | 10. | Chicken Man                   | David Steinberg | Jonathan Leigh Solomon, Ron Darian és Larry Charles                                                                | 1997. január 7.      | 15,80 millió |
| 106. | 11. | The Recital                   | David Steinberg | Moses Port, David Guarascio, Jenji Kohan és Maria Semple                                                           | 1997. január 14.     | 16,10 millió |
| 107. | 12. | The Handyman                  | David Steinberg | Richard Day | 1997. január 21.     | 17,63 millió |
| 108. | 13. | Astrology                     | David Steinberg | Jenji Kohan és Larry Charles                                                                                       | 1997. február 4.     | N/A          |
| 109. | 14. | The Penis                     | David Steinberg | Maria Semple, Richard Day és Larry Charles                                                                         | 1997. február 11.    | 14,81 millió |
| 110. | 15. | Citizen Buchman               | David Steinberg | Victor Levin | 1997. február 18.    | 13,84 millió |
| 111. | 16. | Her Houseboy, Coco            | Gordon Hunt     | Victor Levin | 1997. február 25.    | 13,51 millió |
| 112. | 17. | On the Road                   | David Steinberg | Paul Reiser, Ron Darian és Larry Charles                                                                           | 1997. március 18.    | 14,81 millió |
| 113. | 18. | The Cockatoo                  | Gordon Hunt     | Maria Semple és Richard Day                                                                                        | 1997. április 1.     | 14,70 millió |
| 114. | 19. | The Touching Game             | Gordon Hunt     | Történet: Jenji Kohan, Jonathan Leigh Solomon, Moses Port és David Guarascio Tévéjáték: Maria Semple és Ron Darian | 1997. április 15.    | 13,15 millió |
| 115. | 20. | The Dry Run                   | Michael Lembeck | Moses Port, David Guarascio és Larry Charles                                                                       | 1997. április 29.    | 13,41 millió |
| 116. | 21. | Guardianhood                  | Michael Lembeck | Történet: Jonathan Leigh Solomon Tévéjáték: Victor Levin                                                           | 1997. május 6.       | 12,39 millió |
| 117. | 22. | The Feud                      | Gordon Hunt     | Richard Day | 1997. május 13.      | 14,44 millió |
| 118. | 23. | The Birth Part 1              | Gordon Hunt     | Larry Charles | 1997. május 20.      | 25,67 millió |
| 119. | 24. | The Birth Part 2              | Gordon Hunt     | Larry Charles | 1997. május 20.      | 25,67 millió |

## 6. évad (1997-1998)
| Sor. | Év. | Cím                        | Rendező         | Író                                                                      | Premier              | Nézettség    |
| ---- | --- | -------------------------- | --------------- | ------------------------------------------------------------------------ | -------------------- | ------------ |
| 120. | 1.  | Coming Home                | Gordon Hunt     | Victor Levin                                                             | 1997. szeptember 23. | 24,63 millió |
| 121. | 2.  | Letters to Mabel           | Gordon Hunt     | Maria Semple                                                             | 1997. szeptember 30. | 15,63 millió |
| 122. | 3.  | Speed Baby                 | Gordon Hunt     | Roger Director                                                           | 1997. október 28.    | 17,02 millió |
| 123. | 4.  | Uncle Phil and the Coupons | Gordon Hunt     | Paul Reiser & Victor Levin                                               | 1997. november 4.    | 14,82 millió |
| 124. | 5.  | Moody Blues                | Gordon Hunt     | Lisa Melamed                                                             | 1997. november 11.   | 15,31 millió |
| 125. | 6.  | The Magic Pants            | Gordon Hunt     | Mike Martineau                                                           | 1997. november 18.   | 14,74 millió |
| 126. | 7.  | Le Sex Show                | Gordon Hunt     | Moses Port és David Guarascio                                            | 1997. november 25.   | 15,19 millió |
| 127. | 8.  | The New Friend             | Gordon Hunt     | Történet: Steven Simon Tévéjáték: Lissa Levin és Maria Semple            | 1997. december 9.    | 14,13 millió |
| 128. | 9.  | The Conversation           | Gordon Hunt     | Victor Levin                                                             | 1997. december 16.   | 17,94 millió |
| 129. | 10. | Breastfeeding              | David Steinberg | Lissa Levin                                                              | 1998. január 6.      | 15,02 millió |
| 130. | 11. | Good Old Reliable Nathan   | Michael Lembeck | Történet: Susan Dickes és Jonathan Leigh Solomon Tévéjáték: Victor Levin | 1998. január 13.     | 16,12 millió |
| 131. | 12. | Separate Planes            | Gordon Hunt     | Andy Glickman                                                            | 1998. január 20.     | 15,85 millió |
| 132. | 13. | Cheating on Sheila         | Helen Hunt      | Sheila R. Lawrence                                                       | 1998. február 24.    | 13,43 millió |
| 133. | 14. | Back to Work               | David Steinberg | Mary Connelly                                                            | 1998. március 3.     | 12,37 millió |
| 134. | 15. | The Second Mrs. Buchman    | David Steinberg | David Steven Simon                                                       | 1998. március 17.    | 14,07 millió |
| 135. | 16. | The Coin of Destiny        | Michael Lembeck | Christopher Case                                                         | 1998. március 24.    | 12,53 millió |
| 136. | 17. | The Caper                  | David Steinberg | Victor Levin                                                             | 1998. március 31.    | 13,14 millió |
| 137. | 18. | The Baby Video             | Michael Lembeck | Roger Director                                                           | 1998. április 14.    | 11,71 millió |
| 138. | 19. | Fire at Riff's             | Craig Knizek    | Jonathan Leigh Solomon                                                   | 1998. április 28.    | 10,49 millió |
| 139. | 20. | Mother's Day               | Helen Hunt      | Susan Dickes                                                             | 1998. május 5.       | 10,39 millió |
| 140. | 21. | Paul Slips in the Shower   | David Steinberg | Paul Reiser és Victor Levin                                              | 1998. május 12.      | 10,48 millió |
| 141. | 22. | Nat & Arley                | Gordon Hunt     | Történet: David Steven Simon Tévéjáték: Moses Port és David Guarascio    | 1998. május 19.      | 11,83 millió |
| 142. | 23. | The Finale                 | Gordon Hunt     | Victor Levin                                                             | 1998. május 19.      | 14,05 millió |

## 7. évad (1998-1999)
| Sor. | Év. | Cím                                 | Rendező         | Író                                                                                      | Premier              | Nézettség    |
| ---- | --- | ----------------------------------- | --------------- | ---------------------------------------------------------------------------------------- | -------------------- | ------------ |
| 143. | 1.  | Season Opener                       | Michael Lembeck | Victor Levin                                                                             | 1998. szeptember 22. | 14,05 millió |
| 144. | 2.  | A Pain in the Neck                  | Gordon Hunt     | Monica Piper                                                                             | 1998. szeptember 29. | 11,63 millió |
| 145. | 3.  | Tragedy Plus Time                   | Gordon Hunt     | Christopher Case                                                                         | 1998. október 27.    | 10,02 millió |
| 146. | 4.  | There's a Puma in the Kitchen       | David Steinberg | Billy Grundfest                                                                          | 1998. november 3.    | 10,33 millió |
| 147. | 5.  | The Silent Show                     | Gordon Hunt     | Mary Connelly                                                                            | 1998. november 10.   | 10,80 millió |
| 148. | 6.  | Weekend in L.A.                     | David Steinberg | Maria A. Brown                                                                           | 1998. november 17.   | 10,17 millió |
| 149. | 7.  | The Thanksgiving Show               | Gordon Hunt     | Hayes Jackson                                                                            | 1998. november 24.   | 9,89 millió  |
| 150. | 8.  | The Buried Fight                    | Gordon Hunt     | Adam Markowitz                                                                           | 1998. december 14.   | 8,67 millió  |
| 151. | 9.  | Farmer Buchman                      | Helen Hunt      | Robert Peacock                                                                           | 1999. január 11.     | 7,74 millió  |
| 152. | 10. | Win a Free Car                      | Craig Knizek    | Steve Joe és Greg Schaffer                                                               | 1999. január 18.     | 8,13 millió  |
| 153. | 11. | The Honeymoon                       | Gordon Hunt     | Sheila R. Lawrence                                                                       | 1999. január 25.     | 9,29 millió  |
| 154. | 12. | Valentine's Day                     | Victor Levin    | Victor Levin                                                                             | 1999. február 8.     | 10,41 millió |
| 155. | 13. | Virtual Reality 2                   | David Steinberg | Trish Soodik                                                                             | 1999. február 22.    | 11,02 millió |
| 156. | 14. | Uncle Phil Goes Back to High School | Gordon Hunt     | Dean Young                                                                               | 1999. március 1.     | 9,35 millió  |
| 157. | 15. | Murray at a Dog Show                | Michael Lembeck | Andy Glickman                                                                            | 1999. április 26.    | 7,74 millió  |
| 158. | 16. | Millennium Bug                      | David Steinberg | Frank van Keeken                                                                         | 1999. április 26.    | 8,63 millió  |
| 159. | 17. | Separate Beds                       | Craig Knizek    | Bob Nickman                                                                              | 1999. május 3.       | 8,91 millió  |
| 160. | 18. | Stealing Burt's Car                 | Gordon Hunt     | Jenna Bruce                                                                              | 1999. május 10.      | 7,50 millió  |
| 161. | 19. | Paved with Good Intentions          | Gordon Hunt     | Susan Dickes                                                                             | 1999. május 13.      | 19,39 millió |
| 162. | 20. | The Dirty Little Secret             | Gordon Hunt     | Elin Hampton                                                                             | 1999. május 17.      | 8,08 millió  |
| 163. | 21. | The Final Frontier Part 1           | Helen Hunt      | Történet: Helen Hunt, Paul Reiser és Victor Levin Tévéjáték: Paul Reiser és Victor Levin | 1999. május 24.      | 19,79 millió |
| 164. | 22. | The Final Frontier Part 2           | Helen Hunt      | Történet: Helen Hunt, Paul Reiser és Victor Levin Tévéjáték: Paul Reiser és Victor Levin | 1999. május 24.      | 19,79 millió |

## 8. évad (2019)
| Sor. | Év. | Cím                                         | Rendező                 | Író                                                                     | Premier            |
| ---- | --- | ------------------------------------------- | ----------------------- | ----------------------------------------------------------------------- | ------------------ |
| 165. | 1.  | The Kid Leaves                              | Helen Hunt              | Történet: Helen Hunt, Paul Reiser és Peter Tolan Tévéjáték: Paul Reiser | 2019. november 20. |
| 166. | 2.  | Restraining Orders and Puppies              | Betsy Thomas            | Julie Mandel-Folly                                                      | 2019. november 20. |
| 167. | 3.  | Body Heat                                   | Betsy Thomas            | Randi Mayem Singer                                                      | 2019. november 20. |
| 168. | 4.  | The Toothpick                               | Betsy Thomas            | Matt Tarses                                                             | 2019. november 20. |
| 169. | 5.  | Boundaries and Nakedness                    | Kelly Park              | Abby Gewanter                                                           | 2019. november 20. |
| 170. | 6.  | Monkeys, Lies and Withholding               | Kelly Park              | Peter Tolan                                                             | 2019. november 20. |
| 171. | 7.  | The Will to Live                            | Phill Lewis             | Paul Reiser                                                             | 2019. december 18. |
| 172. | 8.  | Anderson Cooper and Other Fantasies         | Phill Lewis             | Randi Mayem Singer                                                      | 2019. december 18. |
| 173. | 9.  | The Cheese Stands Alone                     | Eric Dean Seaton        | Julie Mandel-Folly                                                      | 2019. december 18. |
| 174. | 10. | Real Estate for Beginners                   | Eric Dean Seaton        | Peter Tolan                                                             | 2019. december 18. |
| 175. | 11. | Erotica and Expulsion                       | Gloria Calderon Kellett | Abby Gewanter                                                           | 2019. december 18. |
| 176. | 12. | Happy Birthday, Bon Voyage, Goodbye for Now | Joanna Kerns            | Paul Reiser és Peter Tolan                                              | 2019. december 18. |